# Jill Saward
Pour les articles homonymes, voir Saward.
Jill Saward, née le 14 janvier 1965 et morte le 5 janvier 2017,, est une militante anglaise contre les violences sexuelles. 
Elle a été la victime en 1986 du viol du presbytère d'Ealing (Ealing vicarage rape), un crime dont la sentence a scandalisé l'opinion du Royaume-Uni et conduit indirectement à des changements dans la loi.

## Biographie
Jill Saward a fait ses études à Lady Margaret School (en) dans le sud-ouest de Londres. Son père, le Révérend Michael Saward, est devenu le pasteur de St Mary, Ealing, en 1978. Elle a épousé Gavin Drake, et le couple a vécu à Hednesford, Staffordshire, avec ses trois fils.

## Le viol du presbytère d'Ealing

### L'agression
Le 6 mars 1986, un gang de cambrioleurs fait irruption dans la maison familiale des Saward à l'heure du déjeuner. Le père de Jill et son petit ami d'alors, David Kerr, sont ligotés et battus et ont le crâne fracturé, tandis que Jill est violée,,. L'incident connaît une importante couverture médiatique internationale car la maison est reconnue comme étant celle du pasteur d'Ealing, l'attaque est rapidement surnommée par les médias comme le « viol du presbytère d'Ealing » (Ealing vicarage rape). Quatre jours après l'agression, un journal national révèle le viol dont Jill Saward a été victime.

### Le procès
Lors du procès, en 1987, le juge, Sir John Leonard, prononce des peines plus longues pour le cambriolage que pour le viol, en disant : « Puisqu'il paraît que le traumatisme subi par la victime n'a pas été si grand, je dois me montrer clément avec vous ». Le chef des trois agresseurs, Robert Horscroft, qui n'a pas violé, est condamné à 14 années d'emprisonnement pour vol et agression. Martin McCall, le plus violent des deux autres agresseurs, est condamné à cinq ans pour viol et cinq ans pour cambriolage aggravé, tandis que Christopher Byrne est condamné à trois ans pour viol et cinq ans pour vol et agression.
Ces condamnations trop clémentes sont critiquées par de hauts politiciens Britanniques de l'époque, dont la Première Ministre Margaret Thatcher et le leader Travailliste Neil Kinnock, tandis que d'autres personnalités déplorent que des propriétés matérielles soient jugées plus précieuses que le corps d'une femme. Jill Saward proteste également contre ces condamnations ; en 1988, à la suite de cette affaire, une nouvelle loi est adoptée permettant de faire appel de sentences trop légères, et obligeant à respecter l'anonymat des victimes de viol. Jusque-là cette obligation ne s'appliquait qu'après qu'un suspect ait été condamné. Le criminologue Anthony Bas décrit l'affaire comme « un exemple particulièrement frappant de certaines lignes de faille profondément ancrée dans les structures institutionnelles du processus de la justice anglaise » de l'époque.
À sa retraite, en novembre 1993, le juge Leonard a publiquement présenté ses excuses à Jill Saward. Il a qualifié son jugement de « tache – je n'hésite pas à le dire »,.

### Après le procès
En 1990, avec l'aide de son amie Wendy Green, Jill Saward écrit un livre sur son expérience intitulé Rape: My Story. La même année, elle apparaît dans Everyman, une émission de la BBC avec Jenni Murray. Elle devient ainsi la première victime de viol du Royaume-Uni à renoncer à son droit à l'anonymat. Le documentaire a été utilisé pour la formation des juges sur le traumatisme subi par les victimes de viol.
Jill Saward déclare à Elizabeth Grice dans une interview pour The Daily Telegraph, en 2006 : « Bien sûr, parfois, j'ai pensé qu'il pourrait être très agréable d'être pleine de haine et de vengeance. Mais je pense que ça crée une barrière et vous êtes celui qui est abimé à la fin. Ainsi, bien que cela vous rende vulnérable, pardonner est en fait un soulagement. Je ne pense pas que je serais ici aujourd'hui sans ma foi chrétienne. C'est ce qui m'a permis de survivre ».

## Militantisme
À partir de 1990 et jusqu'à sa mort, Jill Saward mène différentes actions pour soutenir les victimes de viol et de violences sexuelles. En 1994, elle créé un groupe de soutien pour les victimes de viol et leurs familles, et participe à la campagne pour une loi empêchant les personnes accusées de viol de contre-interroger leurs victimes présumées. Dans une interview à Channel 5 et un article du Daily Mail, elle affirme en juin 1997 que les hommes coupables de viol lors d'un rendez-vous (date rape) doivent être jugés moins sévèrement, et que la façon dont les femmes s'habillent peut être une provocation dont il faut tenir compte dans la condamnation prononcée. « Je n'insinue pas que la victime potentielle est coupable » ajoute-t-elle, « je dis qu'elle n'a pas mis toutes les chances de son côté ». Les féministes ont mal reçu ces déclarations.
En 2009, elle fait campagne contre une décision de la Cour Européenne de Justice stipulant que l'ADN des personnes condamnées pour crimes doit être supprimée de la Base de données ADN après six ans, ou 12 ans pour les crimes graves. En 2015, elle prend position contre une proposition de loi visant à imposer de respecter l'anonymat des accusés de viol jusqu'à ce qu'ils soient condamnés, qualifiant la proposition comme « vraiment insultante pour les victimes et marquant un recul très décevant » et envoyant un « message dommageable » quand elle est proposée dans l'accord de coalition pour le Parlement de 2010. En 2016, Jill Saward critique la façon dont le Crown Prosecution Service traite les viols, déclarant : « Je pense que les  problèmes rencontrés par beaucoup de gens viennent du temps qu'il faut au CPS pour intenter une action en justice ».

## Engagement politique
Jill Saward s'est présentée contre David Davis à l'élection anticipée de 2008 pour Haltemprice et Howden (Haltemprice and Howden by-election, 2008). Elle a reproché à Davis de « ne rien dire du tout » à propos des violences sexuelles alors qu'il était Secrétaire d'État à l'Intérieur du cabinet fantôme, et a déclaré que la Base de données ADN devrait être étendue pour aider à la détection des agressions sexuelles,,. Pendant la campagne, elle relève le contraste entre les milliers de personnes touchées par les agressions sexuelles chaque année, et les propositions de la loi anti-terrorisme « qui peut-être ne fera aucune victime », et estime que « quelqu'un doit mettre la question du viol à l'ordre du jour ».
Concernant la détention des suspects jusqu'à 42 jours, elle déclare à Julie Bindel : « Si les policiers disent qu'ils ont besoin de plus de temps pour travailler sur ces cas, alors, je les soutiens ». Interrogée sur les conséquences sur la communauté Asiatique, elle déclare : « Cette mesure va impacter les personnes qui sont perçues comme une menace pour la liberté de notre pays. Pour le moment, il s'agit peut-être de certains hommes Musulmans, il y a 10 ans c'était l'IRA – donc, les gens avec des accents Irlandais étaient impactés – et bientôt cela pourrait concerner des hommes de Mugabe ».
Lors de cette élection, Jill Saward a remporté 492 votes (2.1 %),,,.

## Mort
Jill Saward est décédée le 5 janvier 2017 à New Cross Hospital, Wolverhampton, à la suite d'une hémorragie sous-arachnoïdienne survenue deux jours plus tôt.

## Publications
- Avec Wendy Green, Rape: My Story, Bloomsbury Publishing, 1990, 224 p.  (ISBN 9780747507512)